# Jaroslav Bašta
Jaroslav Bašta (ur. 15 maja 1948 w Pilźnie, zm. 7 kwietnia 2024) – czeski polityk, dysydent i więzień polityczny, deputowany do Izby Poselskiej, minister bez teki (1998–2000), ambasador w Rosji i na Ukrainie.

## Życiorys
W latach 1967–1970 studiował archeologię na Uniwersytecie Karola w Pradze. W okresie Praskiej Wiosny należał do aktywistów ruchu studenckiego. W tę działalność w latach 1970–1972 był więziony. Pracował następnie jako robotnik (od 1987 jako technik) przy budowie dróg i mostów. Należał do sygnatariuszy Karty 77, którą podpisał w 1976. W okresie przemian politycznych w 1990 objął funkcję zastępcy dyrektora do spraw służb specjalnych w resorcie spraw wewnętrznych. Od 1991 do 1993 pełnił funkcję przewodniczącego tzw. komisji lustracyjnej, później prowadził własną działalność gospodarczą w zakresie projektów budowlanych.
W 1994 wstąpił do Czeskiej Partii Socjaldemokratycznej. W 1996 i 1998 uzyskiwał mandat deputowanego do Izby Poselskiej. Od lipca 1998 do marca 2000 zajmował stanowisko ministra bez teki w rządzie Miloša Zemana. W latach 2000–2005 sprawował urząd ambasadora Czech w Rosji. Od 2005 do 2006 był wiceministrem spraw zagranicznych, w latach 2007–2010 pełnił funkcję ambasadora na Ukrainie. Zajął się później działalnością publicystyczną.
W 2019 wystąpił z ČSSD, działał w politycznym ruchu BOS, związał się następnie z ugrupowaniem Wolność i Demokracja Bezpośrednia. W wyborach w 2021 z jego ramienia został wybrany na deputowanego do Izby Poselskiej. Był kandydatem SPD w wyborach prezydenckich w styczniu 2023. W pierwszej turze głosowania zajął 5. miejsce wśród 8 kandydatów z wynikiem 4,5% głosów.